# Montes Sobaek

Mapa de localización

Montes Sobaek  (en coreano: 소백산맥) son una cadena montañosa que atraviesa el sur de la península de Corea, en territorio que pertenece al país asiático de Corea del Sur. Están separados de las montañas de Taebaek y al suroeste del centro de la península. Tradicionalmente se han considerado como su límite suroeste el monte Jirisan, que es también el pico más alto de la cordillera. Otras montañas famosas en la región incluyen Songni, Joryeong, Montaña Gaya, Montaña Worak y Sobaek en sí mismo. Los picos de las Montañas de Sobaek están por lo general más allá de 1.000 m sobre el nivel del mar.